# Селорику-ди-Башту
Селорику-ди-Башту (порт. Celorico de Basto; [sɨlo'ɾiku dɨ 'baʃtu]) — посёлок городского типа в Португалии, центр одноимённого муниципалитета в составе округа Брага. По старому административному делению входил в провинцию Минью. Входит в экономико-статистический субрегион Аве, который входит в Северный регион. Численность населения — 2.5 тыс. жителей (посёлок), 20 тыс. жителей (муниципалитет). Занимает площадь 181,10 км².
Праздник посёлка — 25 августа.

## Расположение
Посёлок расположен в 40 км на юго-восток от адм. центра округа города Брага.
Муниципалитет граничит:
- на севере — муниципалитет Кабесейраш-де-Башту
- на востоке — муниципалитет Мондин-де-Башту
- на юге — муниципалитет Амаранте
- на юго-западе — муниципалитет Фелгейраш
- на западе — муниципалитет Фафе

## История
Поселок основан в 1520 году.

## Население
| Численность населения муниципалитета по годам | Численность населения муниципалитета по годам | Численность населения муниципалитета по годам | Численность населения муниципалитета по годам | Численность населения муниципалитета по годам | Численность населения муниципалитета по годам | Численность населения муниципалитета по годам | Численность населения муниципалитета по годам | Численность населения муниципалитета по годам |
| --------------------------------------------- | --------------------------------------------- | --------------------------------------------- | --------------------------------------------- | --------------------------------------------- | --------------------------------------------- | --------------------------------------------- | --------------------------------------------- | --------------------------------------------- |
| 1801                                          | 1849                                          | 1900                                          | 1930                                          | 1960                                          | 1981                                          | 1991                                          | 2001                                          | 2004                                          |
| 25 573                                        | 21 381                                        | 20 134                                        | 22 684                                        | 24 392                                        | 22 671                                        | 21 477                                        | 20 466                                        | 20 128                                        |

## Состав муниципалитета
В муниципалитет входят следующие районы:
| - Ажилде - Арнойя - Борба-де-Монтанья - Брителу - Канеду-де-Башту - Касарилье - Кодесозу - Коргу - Фервенса - Гагуш - Жемеуш | - Инфешта - Молареш - Морейра-ду-Каштелу - Орилье - Регу - Рибаш - Санта-Текла-де-Башту - Сан-Клементе-де-Башту - Вале-де-Бору |